# Eruzione dell'Etna del 1843
L'eruzione dell'Etna del 1843 ebbe inizio il 17 novembre e si concluse dopo 11 giorni. Si sviluppò da una frattura che dalla quota di 2375 m giungeva fino ai 1.900 m. 
Provocò la morte di almeno 36 persone.

## Fasi eruttive
Il 17 novembre del 1843, alle ore 21, dopo una serie di scosse telluriche, si aprì sul fianco del vulcano, ad ovest-nord-ovest nel sito denominato "Quararazzi" una fenditura che si propagò dalla quota di 2.375 metri fino alla quota di 1.900. Da essa proruppero una quindicina di fontane di lava con conseguente emissione di prodotti piroclastici.
La colata di lava che iniziò a fuoruscire, con uno stretto fronte lavico e sovrapponendosi alle lave del 1832 percorse circa 3 km in poche ore e si divise in tre bracci tra monte Egitto e monte Rovere; quello di destra si diresse verso il bosco di Maletto, quello di sinistra verso Adernò e quello di mezzo verso Bronte. In soli due giorni, giunse a minacciare l'abitato di Bronte ma venne deviata dal "poggio della Vittoria" a circa 3 km dall'abitato. Continuò la corsa verso sud sulle antiche lave dette della Paparia. Il 23 novembre era arrivata in contrada Tripitò e in poco tempo attraversava la via consolare Messina-Palermo con un fronte lavico di alcune centinaia di metri alto tra 7 e 12 m.
Il 25 novembre la lava iniziò a scendere nella vallata, tra le falde del vulcano e i monti della Placa, distruggendo ovunque le coltivazioni e puntando in direzione della contrada Dagala e Barrili e delle acque del Simeto; giunta nel podere di proprietà del farmacista Ignazio Zappia la lava iniziò a gonfiarsi assumendo la forma di una cupola ed esplose violentemente seppellendo di lapilli infuocati sessantuno persone a varie decine di metri di distanza. Causa del disastro fu una sorgente d'acqua alla fontana Barrili. Almeno 36 persone perdettero la vita, altre rimasero orrendamente ustionate.
Il 26 novembre la lava rallentò la sua corsa e il giorno dopo cessò l'alimentazione dalle bocche effusive. La colata si arrestò alla quota di circa 540 m s.l.m.. Furono eruttati circa 52 milioni di m³.